# San Lorenzo Cacaotepec
San Lorenzo Cacaotepec es una localidad del estado mexicano de Oaxaca. Es cabecera del municipio de San Lorenzo Cacaotepec.

## Demografía
| Censo | Población |
| ----- | --------- |
| 1900  | 1 407     |
| 1910  | 1 285     |
| 1921  | 1 405     |
| 1930  | 1 434     |
| 1940  | 1 589     |
| 1950  | 1 901     |
| 1960  | 2 335     |
| 1970  | 2 709     |
| 1980  | 3 539     |
| 1990  | 4 545     |
| 1995  | 5 284     |
| 2000  | 5 477     |
| 2005  | 6 092     |
| 2010  | 7 351     |
| 2020  | 10 465    |